# اس‌تی‌اس-۱۲۱
اس‌تی‌اس-۱۲۱ (انگلیسی: STS-121) یکی از ماموریت‌های برنامه شاتل‌های فضایی بود که در تاریخ ۴ ژوئیه ۲۰۰۶ از پایگاه فضایی کندی به مقصد ایستگاه فضایی بین‌المللی پرتاب شد. این مأموریت توسط شاتل دیسکاوری انجام گرفت. هدف اصلی این مأموریت آزمایش روشی جدید در پرتاب و بازیابی شاتل بود که پس از فاجعه شاتل کلمبیا از آن استفاده شد.